# Sant Miquel de Vilanova dels Torrents
Sant Miquel de Vilanova dels Torrents és una església romànica de Lladurs (Solsonès), que forma part de la diòcesi de Solsona.
Està situada a la solana de la serra de Vila-seca, a llevant del cap del Pla de Riard, a tocar de la masia de Vilanova d'Isanta. S'hi accedeix des de la carretera LV-4241-b (de Solsona a Sant Llorenç). Al punt quilomètric 12,8 surt la pista que hi mena en 1,9 km. El trencall està ben senyalitzat.

## Descripció

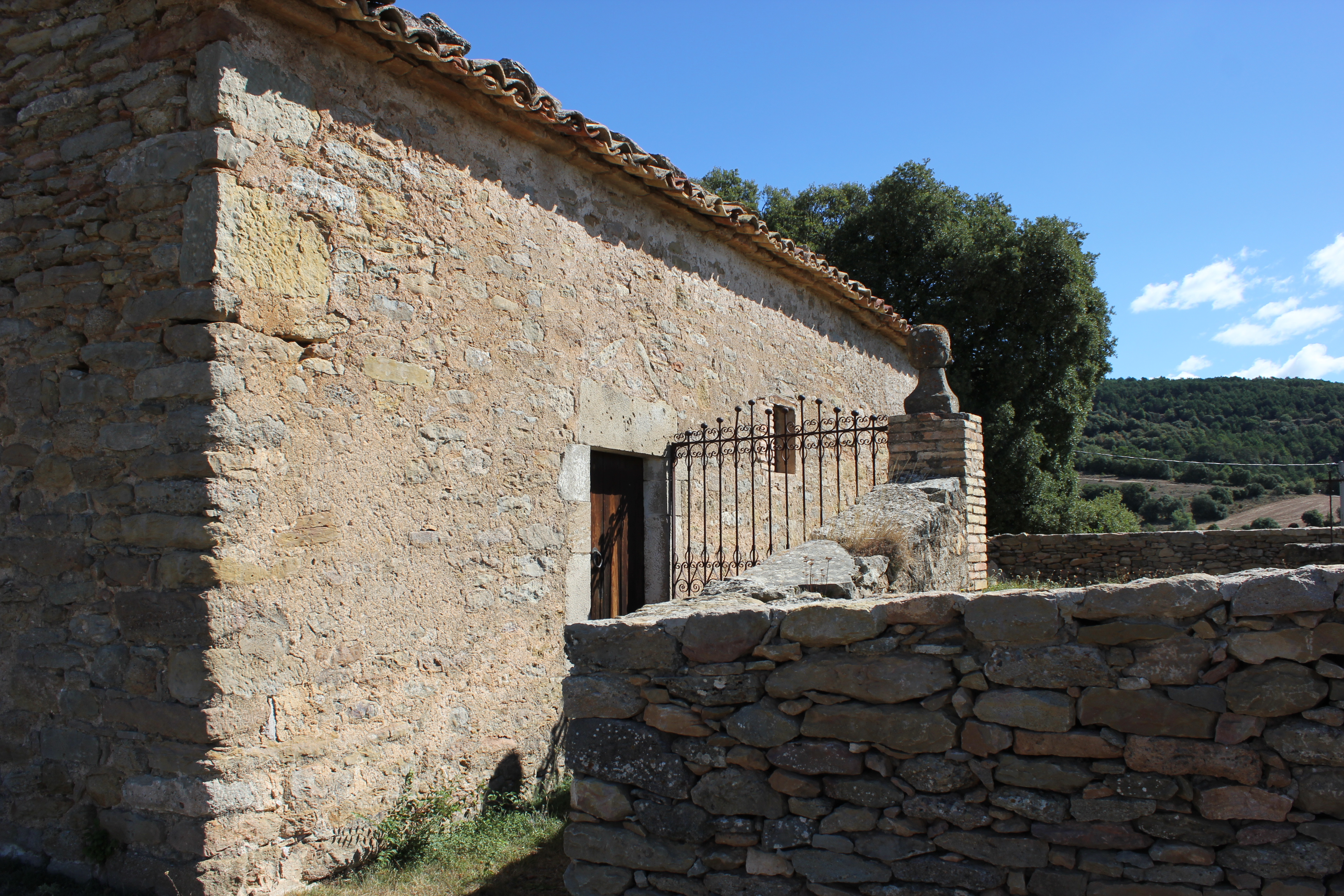
Mur sud amb la porta d'entrada

Església d'una nau que segons informació oral, havia tingut un absis rodó. L'absis actual és quadrat amb volta sobre repeu, construït fa uns vint-i-cinc anys. La nau és de coberta modificada amb dos trams de volta de llunetes. L'absis a la banda nord és més estret que la nau i a l'exterior, deixa visible l'antic encaix d'aquesta amb l'absis rodó. A l'interior, es veu una esquerda en el guix que separa la volta de la nau de la de l'absis actual. El parament no és visible sota l'arrebossat. La porta actual llinda al mur sud. Conserva a la fusta ferros romànics de factura molt senzilla. Hi ha una finestra d'una esqueixada al frontis i un altre de similar al mur sud de la nau. Les mides són 5,60x 7 metres.

## Notícies històriques
Església molt modificada, amb estructures romàniques del segle xi i no esmentada a l'Acta del 839